# 관음사 (제주시)
관음사(觀音寺)는 제주특별자치도 제주시 아라동 한라산 동북쪽 기슭에 있는 절이다. 대한불교 조계종 제23교구의 본사이다.